# Sénat romain
Pour une institution plus récente, voir Sénat de la République (Italie).
Le Sénat est l'une des plus anciennes et pérennes institutions politiques de la Rome antique. Cette assemblée est composée des représentants des grandes familles de rang sénatorial et joue un rôle religieux, législatif, financier et de politique extérieure important. Son rôle et son influence sur la vie politique romaine ont évolué tout au long de l'histoire et atteignent leur apogée durant la République romaine, entre le IIIe et le IIe siècle av. J.-C.
Sous la Royauté, le Sénat n’aurait été qu'une assemblée qui conseille le roi et éventuellement s'oppose à lui afin de défendre les intérêts du patriciat.
Après la chute de la Royauté (date traditionnelle : 509 av. J.-C.) le Sénat subsiste. Au début de la République, le Sénat serait demeuré politiquement faible, alors que les magistrats auraient exercé de larges pouvoirs. La transition de la royauté aux institutions républicaines a sans doute été graduelle et le Sénat n’affirme son autorité sur les magistrats qu'après plusieurs générations. Vers la fin de la République, à partir des réformes des Gracques, les pouvoirs du Sénat déclinent face à la montée en puissance des chefs militaires, de plus en plus ambitieux et autonomes.
Mais il survit à la chute de la République et est maintenu durant l'Empire. Sous le principat, cette institution semble détenir plus de pouvoir qu'elle n’en a eu jusqu'alors, mais à la différence du Sénat de la République, elle n’est plus politiquement indépendante. L'empereur domine le Sénat impérial, l'assemblée perd son prestige et finalement une grande partie de ses pouvoirs.
À la suite des réformes constitutionnelles de l'empereur Dioclétien, le Sénat perd tout pouvoir politique et ne retrouvera jamais la puissance détenue auparavant. Quand le siège du gouvernement est transféré hors de Rome, le Sénat est réduit à un corps municipal. Cette relégation est définitivement entérinée lorsque l'empereur Constantin crée une assemblée similaire à Constantinople. Après la chute de l'Empire romain d'Occident en 476, le Sénat continue de fonctionner mais en s'adaptant aux règles des Barbares jusqu'à son abandon un siècle plus tard.

## Sous la Royauté
Tite-Live mentionne l'existence et le rôle du Sénat à l'époque de la royauté et affirme que celui-ci est créé par Romulus lui-même,. Les cent membres qui le composent à l'origine sont appelés « pères » (patres) et leurs descendants « patriciens ». Le Sénat est alors formé des chefs (patres) des clans romains appelés gentes (gens au singulier). Le roi nomme ses membres. Selon la tradition, en 616 av. J.-C., Tarquin l'Ancien nomme cent nouveaux membres, tous acquis à sa cause, qu'on appelle les « sénateurs de second rang ». À la fin de la monarchie, le Sénat compte 300 membres, cent pour chacune des trois tribus romuléennes.
Sénat, de seniores. Selon l'étymologie, il est une assemblée d'hommes âgés. Toutefois, sous la République, l'âge n'est plus une condition d'accès.
Sous la monarchie, et selon Cicéron,, le Sénat n'a qu'un rôle consultatif. Sa fonction la plus importante serait d’élire les nouveaux rois. Alors que le roi est techniquement élu par le peuple, c’est en fait le Sénat qui le choisit. La période séparant la mort du roi et l’élection de son successeur est appelée l'interregnum, seul moment pendant lequel le Sénat use de son pouvoir souverain : quand le roi meurt, c’est un membre du Sénat, l'interrex, qui nomme un candidat à la succession. Après que le Sénat l'a approuvé, le prétendant est officiellement élu par le peuple, et le Sénat donne ensuite son accord final.
La tâche la plus significative du Sénat en dehors des élections royales est son rôle en tant que conseil du roi, consilium regium. Bien que le roi puisse ignorer ses conseils, le prestige croissant de l’assemblée la rend difficile à ignorer. Techniquement, le Sénat peut aussi promulguer des lois, mais on ne peut considérer ses décrets comme une « législation » au sens moderne. Seul le roi peut décréter de nouvelles lois, bien qu’il implique souvent le Sénat et les comices curiates dans le processus.

## République romaine

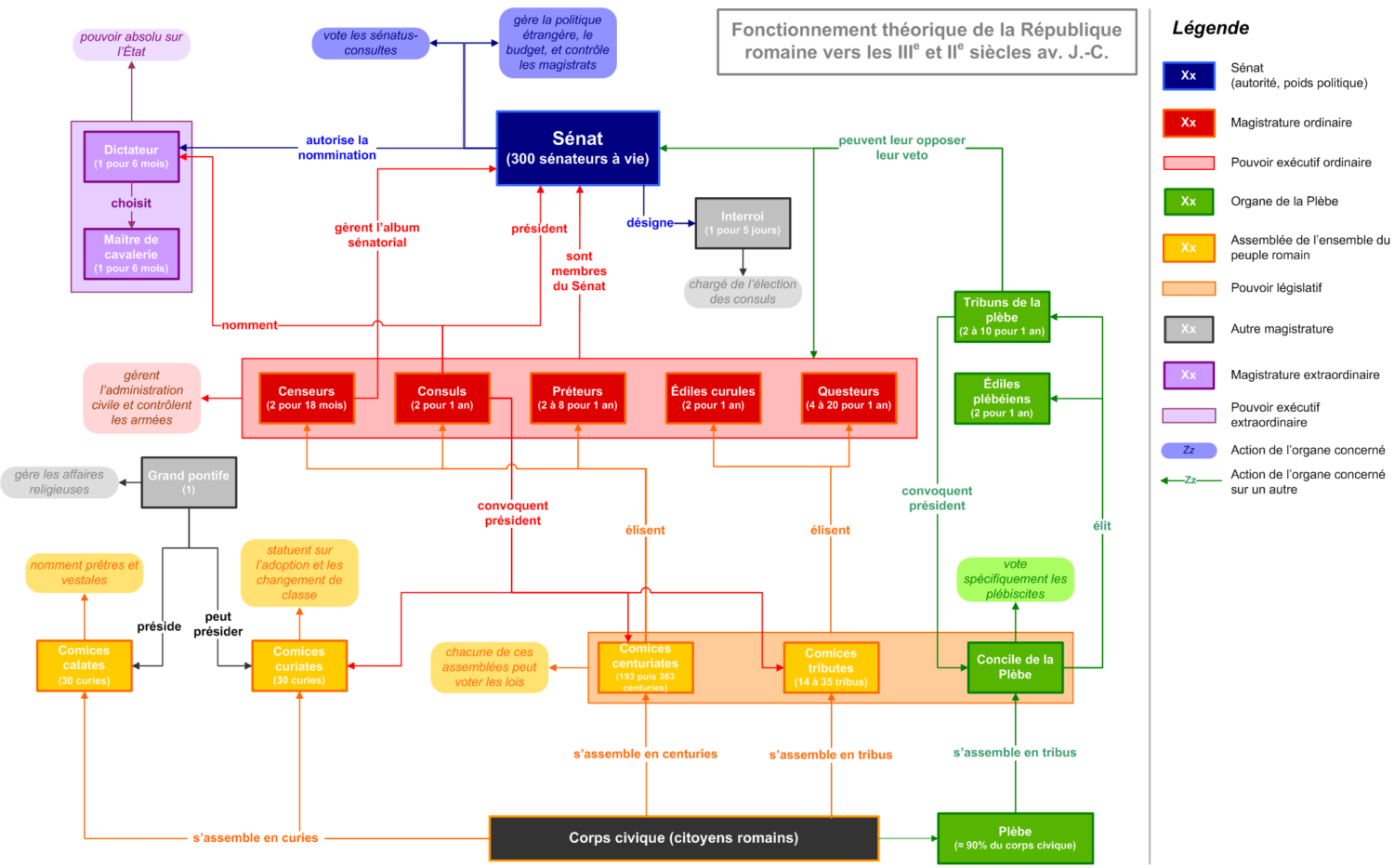
Fonctionnement théorique de la République romaine entre le et le

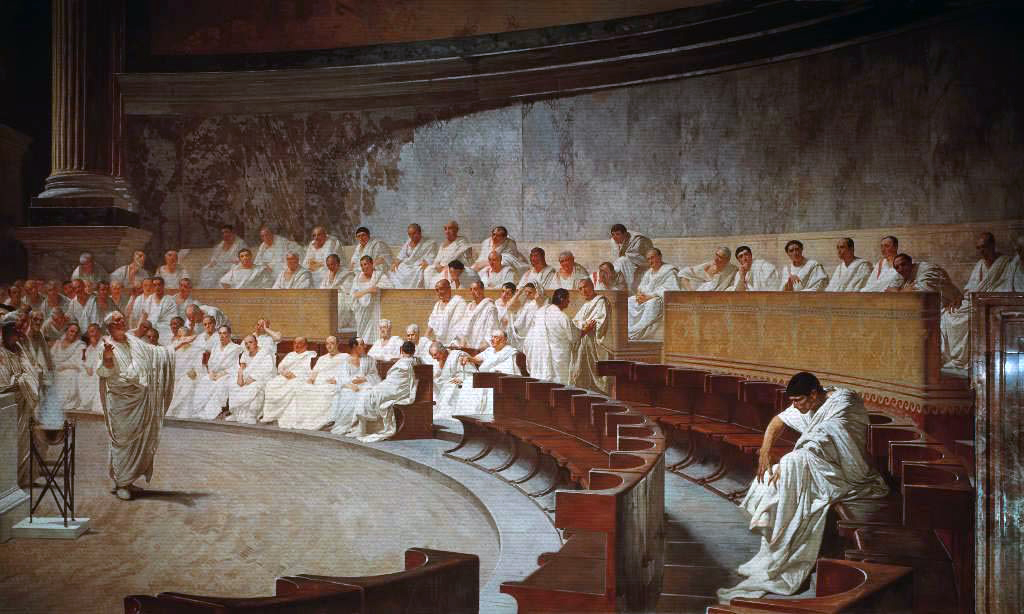
Représentation d'une séance du Sénat sur la toile « Cicéron dénonce Catilina » de Cesare Maccari, Villa Madama, Rome.

Sous la République romaine, les sénateurs sont à partir de la seconde guerre punique systématiquement d'anciens magistrats, inscrits par les censeurs.
L'auctoritas du Sénat républicain se fonde sur la dignité et le prestige des sénateurs considérés comme les gardiens des coutumes ancestrales,. Le Sénat étant la seule institution politique à être éternelle et continue (comparé au consulat par exemple qui expire au terme d’un mandat annuel), il acquiert la dignité des traditions antiques. Pour Cicéron, à la fin de l'ère républicaine, le Sénat est « le tuteur, le défenseur, le protecteur de la République » et assure la permanence de la tradition.
Le Sénat est autant une institution religieuse qu'une institution politique et il agit en respectant diverses restrictions d’ordre religieux. Chaque séance du Sénat se déroule dans un espace consacré (templum). Elle est précédée d'un sacrifice aux dieux et les auspices sont pris afin de déterminer si le Sénat a la faveur des dieux pour ce jour.

### Compétences du Sénat républicain
Si en théorie le Sénat ne dispose que de pouvoirs limités, son prestige lui permet de jouer un rôle de première importance dans la gestion des affaires quotidiennes. Il agit comme un « conseil de l’État » que les magistrats supérieurs doivent consulter quelle que soit la nature de l'affaire concernée. Son autorité est prépondérante dans la gestion des affaires diplomatiques, de la réception des ambassades étrangères à la supervision de la stratégie militaire en temps de guerre, dans la gestion des finances romaines, dans son influence sur la promulgation des lois et dans la gestion de l'administration civile de Rome.

### Réunions du Sénat républicain
Les règles et procédures du Sénat romain sont à la fois complexes et très anciennes. Nombre de celles-ci trouvent leur origine dans les premières années de la République, transmises au fil des siècles. Les réunions peuvent se faire à l’intérieur comme à l’extérieur des limites sacrées de la ville (pomerium). Elles commencent à l’aube et sont présidées par un consul ou un préteur si les consuls se trouvent en dehors de la ville. Le magistrat qui préside commence souvent la réunion par un discours, puis laisse la parole aux sénateurs qui discutent des problèmes. Ces derniers prennent la parole par ordre d’ancienneté. Les sujets de moindre importance se soldent généralement par un vote oral ou à main levée. Pour les votes les plus importants, les sénateurs se déplacent et se séparent en différents groupes, chacun prenant place du côté correspondant à son vote. Bien que la réunion doive se terminer à la tombée de la nuit, un sénateur peut proposer d’"écourter la séance" (diem consumere) si le débat lancé ne peut trouver d’issue avant la tombée de la nuit.
Durant les réunions, les sénateurs disposent de différents moyens d’influencer ou de s’opposer au magistrat qui préside. Quand ce dernier propose une motion, ils peuvent appeler le magistrat à demander l’opinion de chacun, avec la formule Consule, "Consulte !". Au début des réunions, on procède à l’appel des sénateurs présents (Numera, "Compte !") . Pour que la session puisse se tenir, il faut un nombre minimum de sénateurs : le quorum (similaire au quorum moderne). Chaque vote prend la forme d’un « pour ou contre ». Toute proposition de motion peut être bloquée par le veto du tribun de la plèbe. Chaque motion bloquée par un veto est enregistrée dans les annales comme sous "l'autorité du sénat", senatus auctoritas. Chaque motion ratifiée devient finalement un senatus consultum. Les actes sous la senatus auctoritas et les senatus consulta sont transcrits par le président dans un document ensuite déposé dans le bâtiment abritant le trésor.

## Haut-Empire romain
Durant la transition de la République à l’Empire, le Sénat perd tous ses pouvoirs. Alors que le Sénat impérial semble disposer d'une large gamme de pouvoirs, il est en fait toujours subordonné à l’empereur et il n’a ainsi plus le prestige qu’il a eu sous la République.
L’empereur Auguste hérite d’un Sénat dont le nombre de membres atteint 900 sénateurs sous l’impulsion de son prédécesseur, Jules César. Il cherche à diminuer la taille du Sénat et révise la liste des sénateurs, la réduisant à 600 membres. Auguste, dont le but ultime est de rendre le Sénat plus aristocratique, réforme ensuite les règles déterminant qui peut devenir un sénateur. Sous l’Empire, comme à la fin de la République, on devient sénateur en se faisant élire à la questure. Mais on ne peut se présenter à la questure (ou toute autre magistrature) que si l'on appartient à l'ordre sénatorial.
Les sénateurs des débuts de l’Empire ont les mêmes droits qu'à la fin de la République. Ils peuvent discuter des affaires étrangères ou demander à prendre certaines mesures. Ceux des plus hauts rangs parlent avant ceux des rangs inférieurs. L’empereur, cependant, prend la parole quand il le souhaite. La plupart des réunions du Sénat sont présidées par ce dernier, qui s’assoit généralement entre les deux consuls. Le Sénat impérial se réunit habituellement aux calendes (le premier jour du mois) et ensuite aux ides (treizième ou quinzième jour du mois). On peut réunir une session spéciale n’importe quand.
La plupart des dépenses soumises au Sénat sont présentées par l’empereur, qui nomme souvent un comité pour les rédiger. De plus, chaque empereur choisit un questeur pour le rôle d'ab actis senatus. Ce dernier compile les procédures du Sénat dans des documents appelés Acta Senatus. Des extraits choisis en publiés dans les Acta Diurna et distribués au public.

## Bas-Empire romain
Jusqu'à présent, le contrôle de l’État revenait systématiquement au Sénat lorsque la magistrature principale était vacante. Quand l’empereur Dioclétien affirme le droit de l’empereur de prendre le pouvoir sans le consentement théorique du Sénat, ce dernier perd son statut de dépositaire du pouvoir suprême. Ces réformes mettent fin à toutes les illusions restantes du Sénat concernant l'indépendance de ses pouvoirs législatifs. Il les garde cependant pour ce qui concerne les jeux publics à Rome et sur l’ordre sénatorial. Le Sénat garde aussi le pouvoir d’élire les préteurs, les questeurs et certains consuls, mais seulement avec la permission de l’empereur. Il peut aussi instruire des cas, spécialement de trahison, mais seulement avec l’autorisation impériale. Parfois le Sénat essaie de nommer son propre empereur, tel qu’Eugène, plus tard vaincu par les troupes fidèles à Théodose Ier.
Le Sénat reste la dernière forteresse de la religion romaine traditionnelle face au christianisme qui se répand, et il essaie plusieurs fois de faciliter le retour de l’Autel de la Victoire (une première fois enlevé par Constance II) dans la Curie sénatoriale. La religion dominante du Sénat après la chute de l’Empire romain d'Occident en 476 est le christianisme de Chalcédoine. Cela le distingue de la religion dominante des Ostrogoths (l'arianisme).

## Haut Moyen-Âge
Après la chute de l’Empire romain d'Occident, le Sénat continue de fonctionner sous le chef barbare Odoacre et ensuite conformément à la règle des Ostrogoths. L’autorité du Sénat augmente considérablement sous les chefs barbares qui cherchent à obtenir son soutien et ainsi, à être légitimés et qui lui donnent donc de nombreux avantages. Cette période est caractérisée par la prééminence des familles sénatoriales romaines telles que les Anicii, alors que le chef du Sénat, le princeps senatus, exerce les fonctions de bras droit du chef barbare. Cette coexistence paisible des règles sénatoriale et barbare se poursuit jusqu’à ce que l’empereur Justinien déclenche la reconquête de l'Italie. Après que Rome est reprise par l’armée impériale byzantine, le Sénat est restauré, bien qu’il ne récupère aucun de ses anciens pouvoirs. On ne sait pas quand précisément le Sénat disparaît, mais on sait qu'il envoie deux ambassadeurs à la cour impériale de Tibère II Constantin à Constantinople en 578 et 580 et, d’après le registre grégorien, le Sénat acclame les nouvelles statues de l’empereur Phocas et de l’impératrice Léontia en 603. L'institution doit avoir déjà disparu en 630 quand la Curie Julia est transformée en église par le pape Honorius Ier.

## XIIe–XVesiècle
Du VIIe au milieu du XIIe siècle, le titre de sénateur reste encore en usage mais il est devenu un titre de noblesse sans signification particulière et n'implique plus l'appartenance à un corps de gouvernement organisé. En 1144, la commune de Rome tente d'établir un gouvernement sur le modèle de l'ancienne république romaine contre le pouvoir temporel de la haute noblesse et du pape, comprenant la mise en place d'un sénat conforme aux règles de celui de l'Antiquité. Les révolutionnaires divisent Rome en quatorze « régions », chacune élisant quatre sénateurs, soit cinquante-six au total (bien que certaines sources en comptent cinquante). Ces sénateurs, les premiers vrais sénateurs romains depuis le VIIe siècle, élisent à leur tête Giordano Pierleoni (en), fils du consul romain Pier Leoni, avec le titre de patrice, parce que le titre de consul est lui aussi devenu obsolète. Cette forme rénovée de gouvernement a été constamment combattue. Elle subit une transformation radicale à la fin du XIIe siècle, avec la réduction du nombre des sénateurs à un seul, summus senator, qui devient par la suite le titre du chef du gouvernement civil de Rome. Entre 1191 et 1193, c'est un certain Benedetto. En 1241, ce titre est porté par Mathieu Orsini. De 1266 à 1268, la fonction de sénateur unique est confiée à l'infant espagnol Henri de Castille. Au XVe siècle, Giovanni Matteo Calandrini est un des derniers sénateurs uniques de Rome.

### Sources antiques
1. ↑  Tite-Live, Histoire romaine, I, 8.
2. ↑  Tite-Live, Histoire romaine, I, 35.
3. ↑  Cicéron, De republica, XII, 14.
4. ↑  Festus, De Significatione Verborum, 290 L.
5. ↑  Cicéron, De la République [lire en ligne].
6. ↑  Cicéron, Pro Sestio, 117.

### Sources modernes
1. 1 2  Cébeillac-Gervasoni 2006, p. 28.
2. ↑  Cébeillac-Gervasoni 2006, p. 27.
3. ↑  Institutions politiques et sociales de l'antiquité, Michel Humbert, éditions Dalloz (1991)
4. 1 2  Abbott 1901, p. 14.
5. ↑  Cébeillac-Gervasoni 2006, p. 28-29.
6. ↑  Abbott 1901, p. 3.
7. ↑  Rougé 1991, p. 39-40.
8. ↑  Lintott 1999, p. 67.
9. ↑  Lintott 1999, p. 72.
10. 1 2  Rougé 1991, p. 39.
11. ↑  Nicolet 1991, p. 373.
12. ↑  Nicolet 1991, p. 375-380.
13. ↑  Nicolet 1991, p. 378.
14. ↑  Rougé 1991, p. 38-39.
15. ↑  Nicolet 1991, p. 377-378.
16. 1 2  Abbott 1901, p. 78.
17. ↑  Nicolet 1991, p. 369.
18. ↑  Lintott 1999, p. 83.
19. ↑  Abbott 1901, p. 381.
20. ↑  Abbott 1901, p. 382.
21. 1 2 3  Abbott 1901, p. 383.
22. ↑  Abbott 1901, p. 384.
23. ↑  Jeffrey Richards, The Popes and the Papacy in the Early Middle Ages, 476-752, p. 246.

### Auteurs antiques
- Tite-Live (trad. Désiré Nisard), Histoire romaine, Paris, 1864 (lire en ligne).
- Cicéron (trad. A. Lorquet), De la République, Paris, 1864 (Texte intégral de De la République sur Wikisource).
- Polybe (trad. Vincent Thuillier), Histoire générale, Asselin, 1836 (Texte intégral de Histoire générale sur Wikisource).

### Auteurs modernes
- P. Lambrechts, La composition du sénat romain de l'accession au trône d'Hadrien à la mort de Commode (117-192), Anvers, De Sikkel, 1936, 234 p.
- P. Lambrechts, La composition du sénat romain de Septime Sévère à Dioclétien (193-284), Budapest, 1937.
- Mireille Cébeillac-Gervasoni, « La royauté et la République », dans Mireille Cébeillac-Gervasoni, Alain Chauvot et Jean-Pierre Martin, Histoire romaine, Paris, Armand Colin, 2006 (ISBN 2200265875).
- Élisabeth Deniaux, Rome, de la Cité-État à l'Empire : Institutions et vie politique, Paris, Hachette, 2001, 256 p. (ISBN 2-01-017028-8).
- Claude Nicolet, Rome et la conquête du monde méditerranéen : tome 1, les structures de l'Italie romaine, Paris, Presses universitaires de France, coll. « Nouvelle Clio », 1991 (1re éd. 1979) (ISBN 2-13-043860-1).
- Jean Rougé, Les institutions romaines : de la Rome royale à la Rome chrétienne, Paris, Armand Colin, coll. « U2 / Histoire ancienne », 1991 (1re éd. 1971), 251 p. (ISBN 2-200-32201-1).
- (en) Averil Cameron, The Later Roman Empire, Harvard University Press, 2007 (ISBN 978-0674511941).
- (en) Michael Crawford, The Roman Republic, Harvard University Press, 2006 (ISBN 978-0674779273).
- (en) Erich Stephen Gruen, The Last Generation of the Roman Republic, University of California Press, 1995 (ISBN 978-0520201538).
- (en) Fergus Millar, The Emperor in the Roman World, Cornell University Press, 1992 (ISBN 978-0801480492).
- (en) Lily Ross Taylor, Roman Voting Assemblies : From the Hannibalic War to the Dictatorship of Caesar, University of Michigan Press, 1966 (ISBN 047208125X).
- (en) Andrew Lintott, The Constitution of the Roman Republic, Oxford University Press, 1999 (1re éd. 1901), 297 p. (ISBN 0-19-926108-3).
- (en) Frank Frost Abbott, A History and Description of Roman Political Institutions, Elibron Classics, 1901, 447 p. (ISBN 0-543-92749-0).
- Theodor Mommsen, Le droit public romain, Paris, 1871-1892 (lire en ligne).
- Theodor Mommsen, Histoire de la Rome antique, Paris, 1863-1872 (lire en ligne).
- Jean-Claude Maire Vigueur, L'autre Rome : Une histoire des Romains à l'époque communale (XIIe – XIVe siècles), Paris, Éditions Tallandier, 2010, 559 p. (ISBN 978-2-84734-719-7).